# Liste der Baudenkmale in Lüneburg – Am Stintmarkt
In der Liste der Baudenkmale in Lüneburg – Am Stintmarkt sind Baudenkmale in der Straße Am Stintmarkt in der niedersächsischen Stadt Lüneburg aufgelistet.  Die Quelle der IDs und der Beschreibungen ist der Denkmalatlas Niedersachsen. Der Stand der Liste ist der 23. Dezember 2021.

## Allgemein
In den Spalten befinden sich folgende Informationen:
- Lage: die Adresse des Baudenkmales und die geographischen Koordinaten. Kartenansicht, um Koordinaten zu setzen. In der Kartenansicht sind Baudenkmale ohne Koordinaten mit einem roten Marker dargestellt und können in der Karte gesetzt werden. Baudenkmale ohne Bild sind mit einem blauen Marker gekennzeichnet, Baudenkmale mit Bild mit einem grünen Marker.
- Bezeichnung: Bezeichnung des Baudenkmales
- Beschreibung: die Beschreibung des Baudenkmales. Unter § 3 Abs. 2 NDSchG werden Einzeldenkmale und unter § 3 Abs. 3 NDSchG Gruppen baulicher Anlagen und deren Bestandteile ausgewiesen.
- ID: die Objekt-ID des Baudenkmales
- Bild: ein Bild des Baudenkmales, ggf. zusätzlich mit einem Link zu weiteren Fotos des Baudenkmals im Medienarchiv Wikimedia Commons. Wenn man auf das Kamerasymbol klickt, können Fotos zu Baudenkmalen aus dieser Liste hochgeladen werden:

Die Straße Am Stintmarkt verläuft am ehemaligen Stadthafen gegen die Straßen Am Fischmarkt und Alter Kran. Der hier überwiegend gehandelte lachsartige Fisch diente als Namensgeber der Straße. Im Jahre 1390 wurde der Platz als „styntstade“ das erste Mal erwähnt.

## Baudenkmale
| Lage                                           | Bezeichnung                   | Beschreibung | ID       | Bild |
| ---------------------------------------------- | ----------------------------- | ------------ | -------- | ---- |
| Am Stintmarkt 53° 15′ 3″ N, 10° 24′ 45″ O      | Straßenpflaster               |              | 30681842 | BW   |
| Am Stintmarkt 2/2a 53° 15′ 3″ N, 10° 24′ 46″ O | Gewölbekeller im Lösecke Haus |              | 30686940 | BW   |
| Am Stintmarkt 3 53° 15′ 3″ N, 10° 24′ 46″ O    | Wohnhaus                      |              | 30655514 | BW   |
| Am Stintmarkt 4 53° 15′ 3″ N, 10° 24′ 46″ O    | Wohnhaus                      |              | 30664935 |      |
| Am Stintmarkt 5 53° 15′ 4″ N, 10° 24′ 46″ O    | Wohnhaus                      |              | 30655532 |      |
| Am Stintmarkt 6 53° 15′ 4″ N, 10° 24′ 46″ O    | Wohnhaus                      |              | 30655554 |      |
| Am Stintmarkt 7 53° 15′ 5″ N, 10° 24′ 45″ O    | Wohnhaus                      |              | 30654103 |      |
| Am Stintmarkt 8 53° 15′ 5″ N, 10° 24′ 45″ O    | Wohnhaus                      |              | 30654126 |      |
| Am Stintmarkt 9 53° 15′ 5″ N, 10° 24′ 45″ O    | Wohnhaus                      |              | 30654149 |      |
| Am Stintmarkt 10 53° 15′ 4″ N, 10° 24′ 45″ O   | Wohnhaus                      |              | 30654174 |      |
| Am Stintmarkt 11 53° 15′ 4″ N, 10° 24′ 45″ O   | Wohnhaus                      |              | 30654198 |      |
| Am Stintmarkt 12 53° 15′ 4″ N, 10° 24′ 45″ O   | Wohnhaus                      |              | 30654218 |      |
| Am Stintmarkt 12 53° 15′ 4″ N, 10° 24′ 44″ O   | Hintergebäude                 |              | 30648545 |      |
| Am Stintmarkt 12a 53° 15′ 4″ N, 10° 24′ 45″ O  | Wohnhaus                      |              | 30664871 |      |
| Am Stintmarkt 13 53° 15′ 3″ N, 10° 24′ 45″ O   | Wohnhaus                      |              | 30664971 |      |
| Am Stintmarkt 15 53° 15′ 3″ N, 10° 24′ 45″ O   | Wohnhaus                      |              | 30664912 |      |
| Am Stintmarkt 15a 53° 15′ 3″ N, 10° 24′ 45″ O  | Wohnhaus                      |              | 30664894 |      |

## Ehemalige Baudenkmale
| Lage                                        | Bezeichnung | Beschreibung                                       | ID | Bild           |
| ------------------------------------------- | ----------- | -------------------------------------------------- | -- | -------------- |
| Am Stintmarkt 2 53° 15′ 3″ N, 10° 24′ 46″ O | Wohnhaus    | Mehrstöckiger Fachwerkbau am Lüneburger Stintmarkt |    | Weitere Bilder |